# Gene R. Garthwaite
 (janvier 2021).
Gene R. Garthwaite, né le 15 juillet 1933, est un universitaire, historien et iranologue américain. Il est professeur émérite au Dartmouth College.

## Formation
Il est titulaire d'un doctorat de l'Université de Californie à Los Angeles.

## Carrière
Ses recherches portent sur l'histoire sociale de l'Iran en particulier celle liée à l'ethnie bakhtiari.